# Абатство Солеймон
Абатство Солеймон (на френски: Abbaye de Soleilmont, официално наименование Abbaye Notre-Dame de Soleilmont) е бивше бенедиктинско, цистерцианско и бернардинско, а понастоящем трапистко абатство до гр. Фльорюс, окръг Шарлероа на провинция Ено, Югозападна Белгия. Абатството е част от Ордена на цистерцианците на строгото спазване.

## История
Основаване
Според предания абатството е основано през 1088 г. като бенедиктински женски манастир от Алберт III, граф на Намюр. Споменава се за първи път в документ от 1185 г.
Цистерциански период
В документ от 11 януари 1237 г. на Балдуин II Куртене, граф на Намюр, се посочва че абатството преминава към Цистерцианския орден, под зависимостта на абатство Олн. На 23 март 1239 г. папа Григорий IX издава була, с която поставя абатството под папска защита и в същото време потвърждава преминаването на абатството към Цистерцианския орден (оригиналният документ се пази в архива на абатството). През 1246 г. монахини от Солеймон основават абатството в Мулин (провинция Намюр).
Солеймон е засегнато от общия упадък на монашеския живот през целия ХІV век до степен, че през 1414 г. е решено да се затвори манастирът. Новоназначената абатиса Мария дьо Сенсейл, обаче провежда толкова успешни реформи, че решението не е доведено докрай и абатството се превръща в модел за другите общности от монахини през ХV век. През 1480 г. се освещава манастирската църква.
През ХVІ и ХVІІ век настъпват отново трудни времена и монахините на Солеймон, като една бедна общност на незащитени жени, страдат често от кражби и посегателства през време на различни войни и конфликти. През 1578 г. монахините търсят убежище от войните в Монс. Отново са там през 1583 г. и се завръщат в Солеймон през 1603 г. През 1954 г. абатството закупува къща за убежище по време на войни в Намюр, която е държана до около 1790 г., а през 1657 г. закупува такава къща убежище и в Шатле.
Френска революция
По време на Френската революция през 1790 г., опасявайки се пристигането на революционните армии, монахините се преместват първоначално в абатство Раме, а по-късно в Лиеж. Завръщат се в Солеймон в началото на 1794 г. На 26 юни 1794 г. буквално пред стените на абатството се води битката при Фльорюс. През януари 1797 г. монахините са изгонени от абатството, а абатските сгради са плячкосани и опожарени, а впоследствие продадени на частно лице. Монахините се връщат в абатството като наематели през 1802 г.
Бернардински период
Първите три десетилетия на ХVІІІ век са трудни времена за абатството: общността е без средства за съществуване и скоро монахините намаляват до четири. През 1837 г. обаче, с помощта на монахините от абатство Мариенлоф в Борглон, те изкупуват обратно манастирските имоти и откриват девическо училище интернат. По същото време (1837) абатството става част от Бернардинския орден. Абатството постепенно укрепва духовно и икономически и това дава възможност да бъдат ремонтирани и възстановени манастирските сгради. Възходът продължава до Първата световна война, по време на която, през 1916 г., училището е затворено.
Трапистки период
През 1919 г. монахините връщат към основите на цистерцианския ред, а през 1922 г. преминават към Траписткия орден, под надзора на абатство Вестмале. През последващите години отново процъфтява до степен, че през 1950 г. тринадесет монахини от Солеймон напускат манастира и възстановяват монашеския живот в Абатство Назарет (Брехт).
През 1963 г., пожар унищожава почти две трети от манастирските сгради. През 1973 г. завършва изграждането на нов манастирски комплекс в модерен стил, който се намира на известно разстояние от стария, продължава и реставрацията на старите постройки на манастира.
В наши дни абатството е действащ женски католически манастир, част от Траписткия орден, член на Международната трапистка асоциация. Монахините подпомагат издръжката си от производството на вафли и домашен хляб, както и богослужебни одежди и някои предмети на изкуството, които са изложени в магазина на абатство, където се продават също книги и религиозни предмети.